# 王衍诗
王衍诗（1963年9月—），男，汉族，山东阳谷人，1990年12月加入中国共产党，1980年7月参加工作，河南大学教育系教育学专业毕业，研究生学历，教育学硕士，主任编辑。中华人民共和国政治人物。

## 人物履历
王衍诗从河南大学毕业后，长期在光明日报社办公室任职，官至光明日报办公室主任，2005年下放广东省，任省委办公厅副主任、省委副秘书长，中共珠海市委副书记、市纪委书记，2016年任中共广东省纪委副书记、广东省监察厅厅长，2018年1月任广东省人大常委会副主任。2022年1月任广州市人大常委会党组书记、主任。

## 著作
- 《光明日报：真关爱来自真感情 （页面存档备份，存于）》，2003年10月9日，光明日报